# 우라사토촌
우라사토촌(浦里村)은 나가노현 지사가타군에 설치되었던 촌이다. 현재의 우에다시 북서부, 아오키촌 일부에 해당한다.

## 역사
- 1889년 4월 1일 - 정촌제 시행에 의해 5촌의 구역으로 성립하였다.
- 1957년 3월 31일 - 우에다시의 일부 및 우라사토촌의 일부와 합병해 가와니시촌이 성립하여, 동일 무로기촌은 폐지되었다.

## 교통

### 도로
- 국도 제143호선

## 참고문헌
- 角川日本地名大辞典 20 長野県